# Holzgau
Holzgau è un comune austriaco di 433 abitanti nel distretto di Reutte, in Tirolo.